# Czyściwo

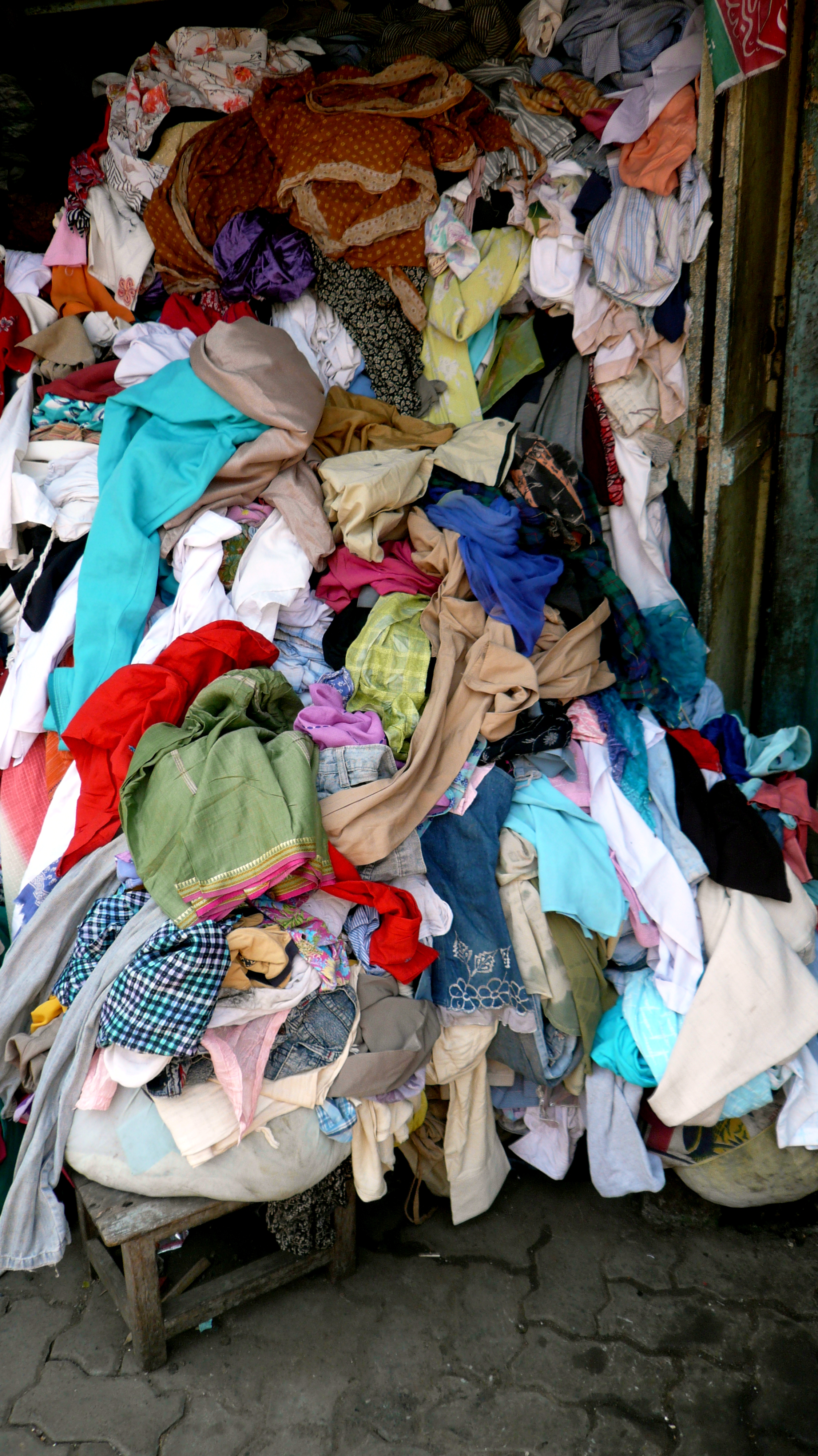
Odzież używana, jeden z materiałów do wytwarzania czyściwa

Czyściwo – materiał używany w zakładach przemysłowych i w warsztatach usługowych do wycierania znacznych zabrudzeń smarami, olejami, farbami itp. Najczęściej używane są do tego celu pozyskane w recyklingu szmaty, często specjalnie do tego celu segregowane. Największą wartość w grupie czyściw z recyklingu ma czyściwo z białej bawełny, pozbawione podczas segregacji wszelkiego rodzaju zapięć – elementów z metalu lub plastiku. Czyściwo niesegregowane ma mniejszą wartość, ponieważ zawierać może szmaty z innych niż bawełna materiałów, także z włókien sztucznych, które na ogół znacznie gorzej wchłaniają wilgoć, może też zawierać drobne obce elementy (zamki, zapięcia); ma jednak znacznie niższą cenę i stosowane bywa do czyszczenia posadzek, itp.
Spotykane jest także czyściwo papierowe; jest to przemysłowa odmiana ręczników papierowych, z kilku (dwóch – trzech) grubszych niż w ręcznikach warstw papieru. Może występować w rolach lub w arkuszach.
Czyściwa przemysłowe wykonywane są z różnych surowców i co za tym idzie mogą mieć różne przeznaczenie. Mogą one mieć pochodzenie:
- makulaturowe
- celulozowe
- celulozowo-makulaturowe
- włókninowe

W zależności od potrzeb można ich używać na sucho, z wodą, rozpuszczalnikami lub środkami czystości.
Czyściwa najczęściej stosowane są przez warsztaty mechaniczne, zakłady produkcyjne, gastronomię, służbę zdrowia, firmy sprzątające. Są to miejsca o specjalnych wymaganiach, w których występują różnego rodzaju specyficzne zabrudzenia, których nie można byłoby usunąć z użyciem zwykłych szmat.
Czyściwa przemysłowe wyparły bawełniane ścierki wielorazowego użytku, które po wykorzystaniu należało prać i suszyć, co wiązało się z dodatkowymi kosztami (prąd, woda, detergenty), zaś eksploatacja powodowała obniżanie ich jakości. Jednorazowe czyściwa są zaprojektowane do potrzeb danej branży, np. chłonne i mięsiste, niepylne, przeznaczone do kontaktu z żywnością, itd.
Czyściwa najczęściej stosowane są do następujących zabrudzeń:
- trudne zabrudzenia: smary, oleje, farby, opiłki powstałe w procesie produkcyjnym, kleiste substancje
- średnie i lekkie zabrudzenia: kurz, łatwo schodzące plamy

Czyściwa można kategoryzować ze względu na ich przeznaczenie, tj.:
- wycieranie – usuwanie rozlanych płynów lub ich nadmiaru, wycieranie brudu i kurzu
- czyszczenie – regularne usuwanie brudu, kurzu i plam z maszyn i powierzchni
- polerowanie – polerowanie przedmiotów i powierzchni na wysoki połysk
- wycieranie rąk – osuszanie rąk przez pracowników

Pomocniczo w użytkowaniu czyściw przemysłowych stosuje się:
- stojaki do czyściw – podłogowe, zazwyczaj mobilne, czasem wyposażone w uchwyt na duży worek na zużyte czyściwo
- ścienne uchwyty na czyściwo
- ścienne dozowniki na czyściwo

Czyściwa wykorzystuje się w takich branżach jak:
- przemysł mechaniczny
- przemysł metalowy
- przemysł samochodowy
- branża spożywcza
- branża hotelowo-gastronomiczna[1]